# Crytea mbeyana
Crytea mbeyana är en stekelart som beskrevs av Heinrich 1968. Crytea mbeyana ingår i släktet Crytea och familjen brokparasitsteklar. Inga underarter finns listade i Catalogue of Life.